# Valiha diffusa
Valiha diffusa är en gräsart som beskrevs av Soejatmi Dransfield. Valiha diffusa ingår i släktet Valiha och familjen gräs. Inga underarter finns listade i Catalogue of Life.